# Mosquée Altyn
La mosquée Altyn, est une mosquée de Yarkand, chef-lieu du Xian de Yarkand, dans la préfecture de Kachgar, en région autonome ouïghour du Xinjiang, en République populaire de Chine.
Derrière la mosquée, on peut trouver le cimetière royal du Khanat de Yarkand